# الشرور الثلاثة
الشرور الثلاثة هو وصف تستخدمه الحكومة الصينية في إشارة إلى الإرهاب والنزعة الانفصالية والتطرف الديني. ويستخدم المصطلح عادة في سياق الحديث عن أعمال مكافحة الإرهاب التي تقوم بها حكومات الصين ودول آسيا الوسطى وروسيا. وخلال اجتماع جمع وزيري دفاع روسيا والصين أشير إلى أن الشرور الثلاثة تنشأ في دول مجاورة لدول منظمة شانغهاي للتعاون مثل أفغانستان.

## استشهادات
1. ↑  "روسيا والصين تكشفان "شرور العالم الثلاثة"". سبوتنك. 1 يوليو 2015. مؤرشف من الأصل في 2019-07-05. اطلع عليه بتاريخ 2019-07-05.